# Theory (Modemarke)

Aktuelles Theory-Unternehmenslogo

Theory (bis Februar 2015 theory; jap. セオリー, Seorī) ist eine 1997 in New York City gegründete Modemarke für Damen- und Herrenbekleidung sowie Accessoires im oberen Mittelpreissegment, die über ein internationales Netzwerk von über 540 (Stand 2017) Boutiquen, weltweit über den gehobenen Einzelhandel sowie in den USA, Japan und China auch über den eigenen Onlineshop vertrieben wird.
Das ursprünglich US-amerikanische Unternehmen Theory LLC wurde 2003 an seinen japanischen Lizenznehmer Link International verkauft, welcher wiederum ab 2004 von dem japanischen Einzelhandelskonzern Fast Retailing aufgekauft wurde, in dessen Besitz sich Theory seit 2009 unter dem Namen Link Theory Japan Co., Ltd. mit Sitz in Aoyama, Tokio, zu 100 % befindet. Zum Konzern gehören unter anderem auch die Modemarke Uniqlo und die Designer-Marke Helmut Lang. Der Umsatz der seit 2005 börsennotierten Link Theory Japan Co., Ltd. betrug im Geschäftsjahr 2016 um die 90 Milliarden Yen (umgerechnet knapp 700 Millionen Euro).

## Unternehmensgeschichte

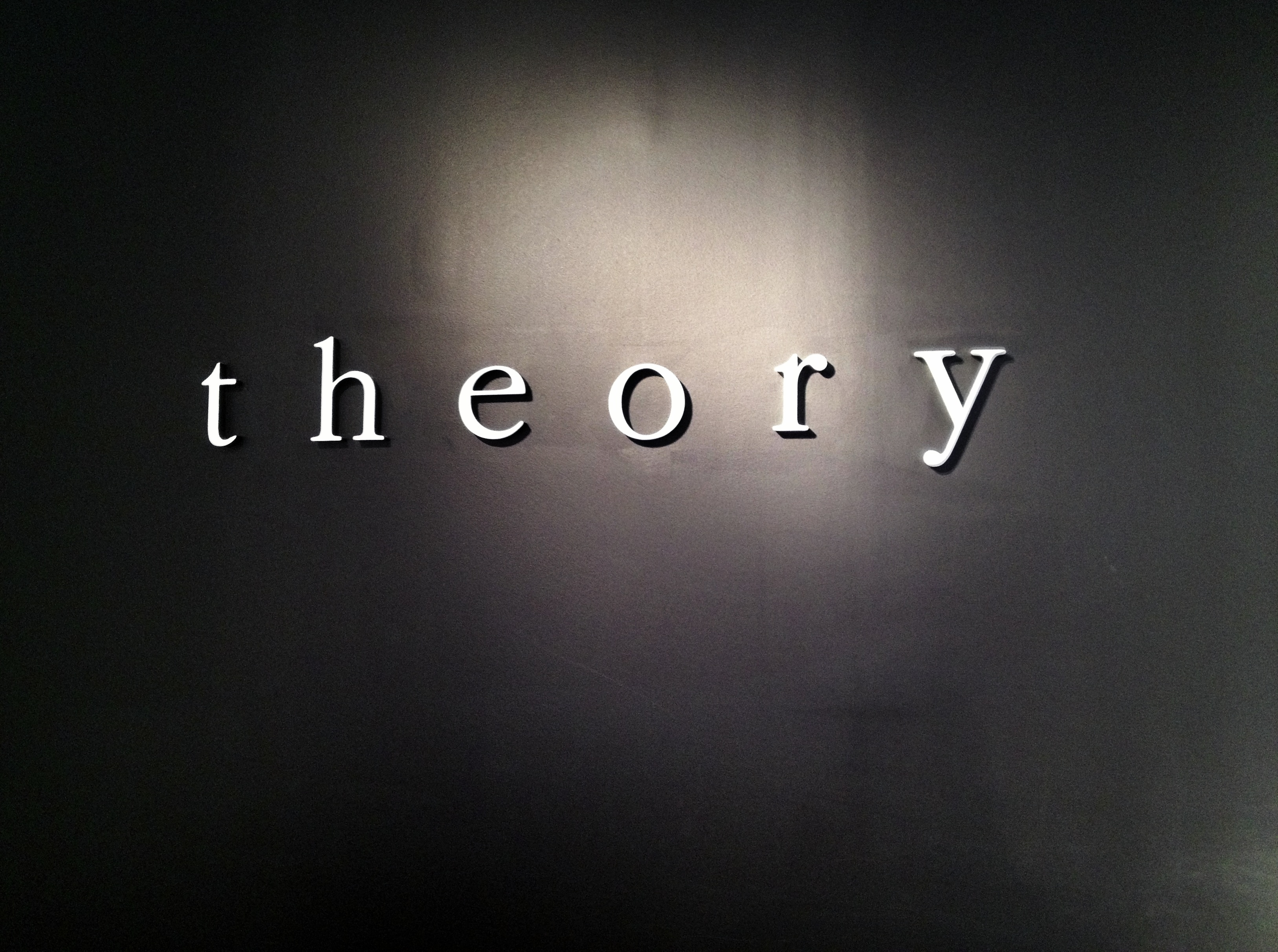
Bis 2015 verwendetes theory-Unternehmenslogo

1997 gründete der US-Amerikaner Andrew Rosen (* 1957) mit seinem israelisch-amerikanischen Geschäftspartner Elie Tahari (* 1952) die Damenmodemarke theory und das Unternehmen Theory LLC in New York. Rosen übernahm dabei die Geschäftsführung und Tahari das Design. Rosen war bis 1984 Geschäftsführer des großelterlichen Textilunternehmens Puritan Fashions in New York City gewesen, bis 1989 Verwaltungsratsvorsitzender bei Calvin Klein (Aufkäufer von Puritan) und bis 1995 COO der Marke Anne Klein. Mit zeitgenössisch-schlichter, funktionaler Business-Garderobe für Damen nach dem Motto „simple, basic, classic“ (dt.: „simpel, grundlegend, klassisch“), darunter besonders Anzugshosen mit Stretch-Anteil, machte sich das Unternehmen im oberen Mittelpreissegment rasch einen Namen und wurde in Department Stores wie Neiman Marcus, Bloomingdale’s oder Saks Fifth Avenue geführt. Bereits 1999 kam eine Herrenkollektion zum theory-Portfolio hinzu.
Im Jahr 2000 ging das Unternehmen einen Lizenzvertrag mit dem 1998 gegründeten japanischen Einzelhandelsunternehmen Link International ein, das damit den Namen theory für den japanischen Markt nutzen durfte. Der Einzelhandelskonzern Fast Retailing hatte sich zuvor mit 47,1 % an Link beteiligt. Link machte 2003 ein Übernahmeangebot für 89 % der Anteile an theory für 100 Millionen Dollar, das Rosen und Tahari annahmen. Rosen behielt die übrigen 11 % der Firmenanteile, blieb COO der neuen Firma und erhielt 49 Millionen Dollar; Tahari erhielt 53 Millionen Dollar und schied aus dem Unternehmen aus. Die ursprüngliche Vereinbarung gegenüber Tahari, nach einem Jahr aus dem neuen Unternehmen auszuscheiden hielt Rosen nicht ein. Das neue Unternehmen erhielt zunächst den Namen Theory Holdings und wurde 2005 in Link Theory Holdings (LTH) umbenannt. Im gleichen Jahr ging LTH an die Tokioter Börse und kaufte die Modemarke Helmut Lang und die deutsche Hosenmarke Rosner (2008 wieder abgestoßen, seit 2010 im Besitz von Olsen). Mit letzterer sollte ein Distributionsnetzwerk für die Marke theory in Europa aufgebaut werden; diese Pläne wurden allerdings verworfen. Seit 2009 gehört LTH vollständig zu Fast Retailing. Rosen war bis März 2019 CEO von theory und Helmut Lang; beide Marken sind innerhalb des Fast-Retailing-Konzerns der Tochtergesellschaft LTH zugeordnet. Neuer CEO wurde Dinesh Tandon, der zuvor COO des Unternehmens war.
Die amerikanische Firmenzentrale von theory hatte ihren Sitz im New Yorker Meatpacking District. Die Marke präsentierte sich mit dem doppeldeutigen Slogan „In theory anything is possible.“ (dt.: „Theoretisch ist alles möglich.“ bzw. „In theory[-Bekleidung] ist alles möglich.“). 2010 wurden noch ca. 30 % der theory-Kollektionsartikel in Manhattan gefertigt, der Rest wurde in Übersee produziert. 2012 ging theory mit der zum Mutterkonzern gehörenden Modekette Uniqlo eine Kooperation namens T-Down über Daunenjacken für Damen, Herren und Kinder ein.
2006 entbrannte ein Rechtsstreit zwischen Rosen und Tahari, der sich bei dem Verkauf 2003 übervorteilt sah, Schadenersatz für den erfolgten Börsengang von LTH forderte und beklagte, dass Rosen das Unternehmen ein Jahr nach dem Verkauf 2003 nicht verlassen habe. Taharis Klage wurde von einem New Yorker Gericht abgewiesen. Tahari betreibt seit 1974 eine eigene Modemarke namens Elie Tahari, zu der 2006 Herrenmode hinzukam.
Der belgische Modedesigner Olivier Theyskens, ein ehemaliger Nina Ricci und Rochas Designer, entwarf auf Einladung Rosens von 2010 bis 2013 eine gehobene Damenlinie namens Theysken's theory für theory und wurde 2011 zum Kreativdirektor des Unternehmens mit Verantwortung für alle theory-Kollektionen ernannt. Theyskens verließ Theory im Juni 2014; im Anschluss übernahm ein Designteam die Entwürfe der Kollektionen. Anfang 2015 wurden die theory-Damenmodedesignerin Lisa Kulson und der Herrenmodedesigner Ben Stubbington von Andrew Rosen zu Co-Kreativdirektoren der Marke ernannt. Gleichzeitig wurde der Markenschriftzug verändert, der seither mit einem Großbuchstaben beginnt.
Zum Stand 2012 unterhielt das Unternehmen Flagshipstores in Manhattan, Los Angeles, London, Paris, Tokio, Shanghai und Seoul. Darüber hinaus gab es theory-Boutiquen in Athen, China, Hong Kong und den USA. In China, den USA, Großbritannien und Japan betrieb das Unternehmen zudem Outlet-Geschäfte. Ende 2011 existierten weltweit insgesamt 371 theory-Geschäfte. In Deutschland gibt es bislang keine eigenen Theory-Läden, aber Geschäfte, die die Kollektionen führen, wie z. B. das KaDeWe Berlin.

## Kollektionen
- theory – Damenmodelinie mit Accessoires im oberen Mittelpreissegment, seit 1997
- theory – Herrenmodelinie mit Accessoires im oberen Mittelpreissegment (offiziell: theory MEN), seit 1999
- theory + – Sportbekleidungs- bzw. Performance-Kollektion für Damen und Herren im oberen Mittelpreissegment, seit 2014
- theory luxe – dem japanischen Markt vorbehaltene Variante der Damenhauptkollektion in größeren Größen

ehemalige Kollektionen
- Theysken's theory – hochpreisige Damenmodelinie mit Accessoires, kreiert von Olivier Theyskens für theory, 2010–2014